# Ulike
Интернет-проект Ulike.net (раньше известен как u-lik.com) — социальная сеть, по типу относящаяся отчасти к рекомендательным сервисам, отчасти к викиструктурной базе данных.
Пользователи Ulike.net специальными автоматизированными средствами и согласно заданным правилам через интерфейс браузера создают и / или редактируют контент этой же сети. Контент Ulike.net — это ориентированные на культурную среду и возможности сопоставлять предполагаемые однообразные или различные точки соприкосновенний википодобные страницы обо всем что нравится или наоборот — не нравится пользователям этой социальной сети. Используя собственный алгоритм коллаборативной фильтрации эта сеть предлагает своим пользователям различные рекомендации.

## Внутреннее устройство

### Холл
Любая из страниц базы данных ulike.net, описывающая какой либо объект называется Холлом (англ. Lounge). Каждая из этих страниц предлагается на рейтингование пользователей Ulike. Существует 5 уровней рейтинга, которыми пользователь высказывает своё отношение не к описанному объекту в холле. Каждая из страниц может быть дополнена или поправлена любым пользователем Ulike, но при различном статусе пользователей изменения совершаются или немедленно, или же с начала проходя дополнительную проверку других пользователей. Холл Ulike это уникальное совмещение интернет страницы с различного рода ссылками на другие родственные по теме страницы Ulike или в интернете. В холле можно увидеть факты (например, если это описание фильма, можно видеть название, описание содержания или короткую рецензию, плакат, контекстный видеоклип, ссылки на эпизоды из звуковой дорожки и тематические теги). Холл также является резюме внешних отзывов об объекте, в нём можно найти постоянные ссылки на родственные холлы и автоматически генерируемые ссылки на новости по теме объекта, различные рейтинги и т. д.
Любой из холлов досягаем по запросам во внутренней поисковой системе или посредством общей навигации сайта по установленным ключам:
- Самые популярные
- Самые не популярные
- Новейшие
- Самые спорные
- Случайный

Поиск по ключевым словам может вывести на списки взаимосвязанных холлов (например, холл (Фильм) и категория (Фильм -> вестерн), или более подробно: (Фильм -> вестерн -> спагетти).

### Рейтингование
Пользователь Ulike может видеть любые существующие списки объектов и через эти списки или заходя непосредственно в холл может оценивать объекты по пятистопной шкале:
- H — Галерея славы (англ. Hall of Fame) (обожаемый)
- L — Нравится (англ. Like)
- I — Интересный (англ. Interest)
- D — Не нравится (англ. Dislike)
- S — Позорный столб (англ. Hall of Shame) (ненавистный)

Каждый из объектов пользователь может оценивать и по значении текущего момента или личного соотношения:
- Пик момента (англ. Pick of the Moment)
- Это есть у меня (англ. I own this)
- Хотел бы приобрести (англ. I wish I have this)
- Надо бы поинтересоваться (англ. I should dig this)
- Не интересует (англ. Not interested)

### Рекомендации
В любой категории (книги, фильмы, люди, музыка, искусство…) система, оценивая вклад конкретного пользователя, автоматически генерирует рекомендации для него, тем способом инициируя возможность посетить возможно интересующие пользователя холлы.
Как и рейтингование рекомендации предлагается не только по признаку приемлемости, возможно выбрать и рекомендации по типу «мне это не должно нравится».

### Соседи
По результатам активности пользователя система также автоматически генерирует списки возможных «соседей» для того, чтобы при желании можно было бы познакомиться с лицами с похожим мировоззрением и / или культурной традиции, либо с лицами похожих интересов. каждый пользователь может свободно завести открытые или приватные связи с любым другим пользователем используя существующие удобные внутренние средства переписки. Социальная функция одна из основных целей Ulike.net.
Пользователи могут создавать «списки друзей», оценивать других пользователей по той же шкале как и холлы, а также можно общаться и с лицами не из списков соседей и друзей.

### Взносы
Взносами (англ. Contributions) называются любые изменения контента или создание нового контента на Ulike.net. Пользователь не только может создавать новые холлы но и может редактировать созданные другими, пополняя их новым материалом: картинками, ссылками на видеоклипы и звуковые дорожки или тематическими ссылками по теме. В зависимости от обусловленных обстоятельств и / или статуса пользователя некоторые действия может требовать подтверждения других пользователей, имеющих статус модератора (в Ulike.net называемый англ. keeper) перед тем как будет объявлены для всеобщего доступа.
Взносом также называется:
- подборка тегов, осуществляющая взаимосвязь каждого из холлов с другими ему родственными по одному или несколькими критериями, также позволяющая тематически группировать все объекты Ulike;
- создание взаимосвязывающих ссылок, позволяющее объединить холлы в так называемые вселены (англ. Universe), это, например, позволяет объединять фильм с актерами игравшими в нём, авторами звуковой дорожки, режиссёром, персонажами и т. д.

### Вселены
Вселены это виртуальные соединения отдельных тематически и / или через общие объекты родственных холлов, соединены взаимосвязывающими ссылками.

### Профиль
Профиль это домашняя страница пользователя, устроенная по типу холла. В ней находится минимальная информация о пользователе, часть которой он сам может создать / редактировать, другая часть генерируется системой:
- Теги по признакам активности
- Употребляемые языки
- Количество взносов
- Список выбора текущего момента
- Друзья
- Соседи

Так же показывается так называемая стена (англ. Wall), в которой отражается самые любимые объекты пользователя, оставленные другими пользователями открытые сообщения и комментарии.
Пользователь может установить показывание в своем профиле его принадлежность к другим широко известным социальным сетям, таким как YouTube, Last.fm, Facebook, Wikipedia и Twitter.

#### Языки Ulike.net
Основные языки Ulike.net это французский и английский, по которым можно достичь две зеркальные (английская и французская) копии Ulike.net.
Но внутренних языков существует на много больше, каждый пользователь может указать до трех основных языков его общения и пользоваться ими не только для внутренней переписки, но и создавая и / или редактируя контент сайта. Количество этих внутренних языков величина динамичное, по потребности список языков дополняется.

## История Ulike.net
- Февраль 2006 г. — учреждение корпоративного сообщества «Technologues culturels SAS», администрирующего Ulike.net.
- Июнь 2007 г. — запущена новая версия Ulike[5].
- Февраль 2008 г. — инвестиционный фонд «AXA Private Equity» приобретает часть акций Ulike[6].
- Сентябрь 2008 г. — запущена новая версия Ulike[3], u-lik.com становится Ulike.net.

## Сходства и различия
Обобщая свойства этой уникальной социальной сети можно сравнивать Ulike с такими широко известными образцами как Facebook или Wikipedia.
Но в отличие от последней, процедуры создания и редактирования контента Ulike.net максимально автоматизированы, легко осваивается с самого начала пользования и это позволяет участвовать в процессах без всякого изначального подготовления. Так же, в отличие от Википедии, Ulike.net не только энциклопедия, но и средство сулящая общение меж пользователями на почве скопленной информации сравнивая различия и / или общности культурного и социального опыта.
Это стремление целенаправленно формировать общение в поисках точек соприкосновения лиц разного социального и культурного опыта отличает Ulike.net и от Facebook, так как и более строго регламентированное создание контента по заранее сформулированным категориям.